# Cicurina phaselus
Espèce
Cicurina phaselus est une espèce d'araignées aranéomorphes de la famille des Cicurinidae.

## Distribution
Cette espèce est endémique de Corée du Sud. Elle se rencontre sur les monts Kaya, Pargong et Hanra.

## Description
La femelle holotype mesure 4,80 mm.

## Systématique et taxinomie
Cette espèce a été décrite par Paik en 1970.

## Publication originale
- Paik, 1970 : « Korean spiders of genus Cicurina (Araneae, Agelenidae). » Theses collection of Kyungpook University, vol. 14, p. 97-106.